# Prêmio Carus
Prêmio Carus (em alemão:  Carus-Preis) é uma condecoração da Academia Leopoldina.

## Recipientes
- 1896: Max Verworn, Fisiologia[1]
- 1906: Ernst Weinland, Fisiologia
- 1909: Ernst Gaupp, Anatomia
- 1912: Wilhelm Lubosch, Fisiologia
- 1938: Wilhelm Filchner, Berlim, Geografia
- 1938: Carl Troll, Bonn, Geografia[2]
- 1939: Otto Grosser, Praga, Anatomia
- 1940: Paul Buchner, Porto d'Ischia, Zoologia
- 1942: Alwin Mittasch, Heidelberg, Química
- 1943: Adolf Butenandt, Munique, Química Fisiológica
- 1944: Hermann von Wissmann, Tübingen, Geografia
- 1955: Hans Hermann Weber, Heidelberg, Fisiologia
- 1957: Werner Schäfer, Tübingen, Biologia
- 1957: Herwig Schopper, Mainz, Física
- 1957: Gerhard Schramm, Tübingen, Biologia
- 1961: Feodor Lynen, Munique, Química Fisiológica[3]
- 1963: Hansjochem Autrum, Munique, Zoologia
- 1965: Otto Westphal, Freiburg im Breisgau, Química Fisiológica
- 1965: Jacques Monod, Paris, Química Fisiológica
- 1967: Manfred Eigen, Göttingen, Químico Física
- 1969: Horst Hanson, Halle, Química Fisiológica
- 1969: Günter Bruns, Jena, Patologia
- 1971: Heinz Maier-Leibnitz, Garching, Física
- 1973: Rudolf Kippenhahn, Göttingen, Astronomia
- 1973: Heinz Bethge, Halle, Física
- 1975: Norbert Hilschmann, Göttingen, Bioquímica/Biofísica
- 1977: Hermann Eggerer, Munique, Bioquímica/Biofísica
- 1977: Ernst Schmutzer, Jena, Física
- 1980: Klaus Hafner, Darmstadt, Química
- 1980: Jordan Malinowski, Sofia, Física
- 1983: Hans J. Gross, Würzburg, Bioquímica/Biofísica
- 1983: Don Zagier, Bonn und Maryland, Matemática
- 1985: Nicholas Shackleton, Cambridge (GB), Paläozeanographie
- 1985: Georges J. F. Köhler, Freiburg im Breisgau, Biologia
- 1987: Hannes Lichte, Tübingen, Física
- 1987: Alexander Fjodorowitsch Andrejew, Moscou, Física
- 1989: Rainer Storb, Seattle, Medicina
- 1989: Christiane Nüsslein-Volhard, Tübingen, Biologie[4]
- 1991: Erwin Neher, Göttingen, Biofísica
- 1991: Bert Sakmann, Heidelberg, Fisiologia Celular
- 1991: Andreas Hense, Bonn, Meteorologia
- 1993: Rudolf K. Thauer, Marburg, Microbiologia/Imunologia
- 1993: Rüdiger Wehner, Zurique, Zoologia
- 1995: Peter Gruss, Göttingen, Biologia Celular
- 1995: Jürgen Troe, Göttingen, Químico Física
- 1997: Herbert Roesky, Göttingen, Química
- 1997: Elmar Weiler, Bochum, Fisiologia Vegetal
- 1999: Walter Schaffner, Zürich, Biologia Molecular
- 1999: Svante Pääbo, Leipzig, Arqueologia Molecular
- 2001: Martin E. Schwab, Zürich, Neurobiologia
- 2001: Jörg Hacker, Würzburg, Microbiologia
- 2003: Katja Becker-Brandenburg, Gießen, Bioquímca
- 2003: Ilme Schlichting, Heidelberg, Bioquímica
- 2005: Oliver Schmidt, Stuttgart, Física
- 2005: Arndt Borkhardt, Munique, Medicina
- 2007: Josef Penninger, Viena, Medicina, „Grundlegende Beiträge zur Erforschung von Krebs- und Herz-Kreislauf-Erkrankungen“
- 2007: Guido Kroemer, Villejuif, França, Medicina, „Wegweisende Erforschung der Rolle der Mitochondrien im Prozess der Regulation des programmierten Zelltodes“
- 2009: Frédéric Merkt, Zürich, Suíça, Químico Física
- 2009: Axel Meyer, Konstanz, Biologia e Zoologia
- 2011: Liqiu Meng, Munique, Geografia (25. Preisverleihung nach 50 Jahren), „Kartographische Modellierung und Visualisierung von Geodaten“
- 2011: Moritz Kerz, Duisburg-Essen, Matemática (25. Preisverleihung nach 50 Jahren),„Die quadratische Reziprozität in der modernen Zahlentheorie“
- 2013: Stefan W. Hell, Göttingen, Química Biofísica [5]
- 2013: Giesela Rühl, Jena, Rechtswissenschaft[5]
- 2015: Emmanuelle Charpentier, Braunschweig, Berlim, Umea (Schweden)[6]
- 2015: Hans Jakob Wörner, Zürich[6]